# نيلسون بوولس
نيلسون بوولس (بالإنجليزية: Neilson Powless)‏ (و. 1996  م) هو راكب دراجة هوائية أمريكي، ولد في ساكرامنتو، كاليفورنيا.

## التصنيف
| السنة     | 2016 | 2017 | 2018 | 2019 | 2020 | 2021 | 2022 | 2023 | 2024 |
| --------- | ---- | ---- | ---- | ---- | ---- | ---- | ---- | ---- | ---- |
| العالم    | -    | -    | 318  |      |      |      |      |      |      |
| عالمي     | 458  | 249  | 425  | 265  | 265  | 52   | 50   | 25   | 70   |
| أوروبا    | 1065 | 451  | 419  |      |      |      |      |      |      |
| آسيا      | 180  | -    | 493  |      |      |      |      |      |      |
| أمريكا    | 51   | 13   | 148  | 25   | 20   | 4    | 4    | 2    | 9    |
|           |      |      |      |      |      |      |      |      |      |
| مصدر: UCI |      |      |      |      |      |      |      |      |      |

## سجل الفوز

### سباقات أو مراحل فاز بها
| التاريخ        | السباق                                                                            | المركز                                           |
| -------------- | --------------------------------------------------------------------------------- | ------------------------------------------------ |
| 24 أبريل 2016  | 2016 Joe Martin Stage Race                                                        | الفائز في التصنيف العام                          |
| 22 مايو 2016   | طواف كاليفورنيا 2016                                                              | الأول في تصنيف أفضل شاب، السابع في تصنيف الجبال  |
| 30 يونيو 2016  | سباق الطريق ضد الساعة للرجال تحت 23 سنة في بطولة الولايات المتحدة على الطريق 2016 |                                                  |
| 01 يوليو 2016  | سباق الطريق للرجال تحت 23 سنة في بطولة الولايات المتحدة على الطريق 2016           |                                                  |
| 07 أغسطس 2016  | طواف يوتا 2016                                                                    | السابع في تصنيف أفضل شاب                         |
| 27 أغسطس 2016  | تور دي أفينير 2016                                                                | الثامن في تصنيف الجبال                           |
| 02 أبريل 2017  | تريبتيك ديس مونتس إت شاتيوكس 2017                                                 | الثالث في التصنيف العام، السادس في تصنيف النقاط  |
| 08 أبريل 2017  | روند فان فلانديرن بيلوفتن 2017                                                    | العاشر في التصنيف العام                          |
| 15 أبريل 2017  | لييج-باستون-لييج تحت 23 سنة 2017                                                  | السادس في التصنيف العام                          |
| 17 أبريل 2017  | جيرو ديل بلفيدير 2017                                                             | السادس في التصنيف العام                          |
| 18 أبريل 2017  | 2017 Gran Premio Palio del Recioto                                                | الفائز في التصنيف العام                          |
| 06 أغسطس 2017  | طواف يوتا 2017                                                                    | الأول في تصنيف أفضل شاب، الرابع في التصنيف العام |
| 31 يوليو 2021  | طواف سان سيباستيان 2021                                                           | الفائز في التصنيف العام                          |
| 16 أكتوبر 2022 | كأس اليابان للدراجات 2022                                                         | الفائز في التصنيف العام                          |
| 01 يناير 2023  | طواف أمريكا للدراجات 2023                                                         |                                                  |
| 29 يناير 2023  | سباق جائزة لامارسييز الكبرى 2023                                                  | الفائز في التصنيف العام                          |
| 05 فبراير 2023 | نجم بسجس 2023                                                                     | الفائز في التصنيف العام                          |
| 15 مايو 2024   | 2024 United States of America National Road Cycling Championships - Men ITT       |                                                  |
| 19 مايو 2024   | 2024 United States of America National Road Cycling Championships - Men RR        |                                                  |
| 10 أكتوبر 2024 | غران بيمونتي 2024                                                                 | الفائز في التصنيف العام                          |
| 20 أكتوبر 2024 | كأس اليابان للدراجات 2024                                                         | الفائز في التصنيف العام                          |

## روابط خارجية
- نيلسون بوولس على موقع الاتحاد الدولي للدراجات (الإنجليزية)
- نيلسون بوولس على موقع أرشيف الدراجات (الإنجليزية)
- نيلسون بوولس على موقع إحصائيات الدراجات الإحترافية (الإنجليزية)
- نيلسون بوولس على موقع نسبة الدراجات (الإنجليزية)
- نيلسون بوولس على موقع CycleBase (الإنجليزية)